# マリー・メイ
マリー・メイ（Marie-Mai, 1984年7月7日 - ）は、カナダケベック州ヴァレンヌ出身の女性シンガーソングライター、女優である。

## 人物
ケベック州の若者を中心に人気の高い、ファッションリーダー的な存在。彼女が一躍有名になったのは、2003年開始の国内オーディション番組『Star Académie』の第1回で第3位に輝いたことから。その後、モントリオールで開催された有名ミュージカル『Rent』のケベック公演版に出演を果たすなど、人気を獲得していく。特にデビューアルバム『Inoxydable』は、ケベック州だけで12万枚ものヒットを記録した。
なお、彼女の作曲する楽曲は英語だけでなく、ケベック州の公用語であるフランス語の曲もある。そのためか、現在はフランスでの人気も非常に高い。
2010年バンクーバーオリンピックの閉会式では、アルバム『Dangereuse Attraction』に収録されている「Emmène-Moi」を披露した。
2011年には、同じくカナダの人気バンドであるシンプル・プランが仏英2か国語で同時発売したシングル「Jet Lag」において、フランス語版のゲスト・ヴォーカルを担当した（英語版はナターシャ・ベディングフィールドが担当）。

## ディスコグラフィー

### アルバム
- Inoxydable (2004)
- Dangereuse Attraction (2007)
- Version 3.0 (2009)
- Miroir (2012)